# Агент (Повратак отписаних)
Агент је четврта епизода телевизијске серије „Повратак отписаних“, снимљене у продукцији Телевизије Београд и Централног филмског студија „Кошутњак“. Премијерно је приказана у СФР Југославији 22. јануара 1978. године на Првом програму Телевизије Београд.

## Историјска подлога
На крају ове, као и осталих епизода налази се натпис — Лица и догађаји су измишљени. Свака сличност је случајна.

## Улоге
| Глумац            | Улога                  |
| ----------------- | ---------------------- |
| Павле Вуисић      | Јоца                   |
| Драган Николић    | Прле                   |
| Воја Брајовић     | Тихи                   |
| Злата Петковић    | Марија Симеуновић      |
| Александар Берчек | Мрки                   |
| Милан Пузић       | др. Гроте              |
| Стево Жигон       | мајор Кригер           |
| Рудолф Улрих      | пуковник Милер         |
| Милош Жутић       | Јован Митровић "Ханс"  |
| Миодраг Лазаревић | часовничар Симић       |
| Ненад Цигановић   | курир                  |
| Радослав Павловић | чика Павле, Данин отац |
| Весна Пећанац     | Дана                   |
| Душан Јанићијевић | Иван Гaрић             |
| Мирјана Пеић      | певачица               |
| Бранко Вујовић    | Ото                    |
| Миодраг Крстовић  | поручник Липке         |
| Цане Фирауновић   | капетан Кениг          |
| Танасије Узуновић | поручник Фукс          |
| Славица Ђорђевић  | Милерова секретарица   |
| Стојан Николић    | железничар             |
| Дамјан Клашња     | гестаповац             |